# طواف إيطاليا 1954
طواف إيطاليا 1954 هو سباق دراجات هوائية أقيم في إيطاليا بتاريخ 21 مايو - 13 يونيو، تكون السباق من 22 مرحلة وامتدّ لمسافة 4337 كم بسرعة 33.563 كم/س، استغرق السباق 129 ساعة 13 دقيقة 07 ثانية. فاز به السويسري كارلو كليريسي.